# Роланти
Роланти (порт. Rolante)  —  муниципалитет в Бразилии, входит в штат Риу-Гранди-ду-Сул. Составная часть мезорегиона Агломерация Порту-Алегри. Входит в экономико-статистический  микрорегион Грамаду-Канела. Население составляет 21 126 человек на 2006 год. Занимает площадь 296,992 км². Плотность населения — 71,1 чел./км². В Роланти субтропический океанический климат. На данный момент мэром Роланти является Педро Луис Риппел. Почтовый индекс Роланти: 95690.

## История
Город основан 28 февраля 1955 года. 

## Статистика
- Валовой внутренний продукт на 2003 составляет 125.477.781,00 реалов (данные: Бразильский институт географии и статистики).
- Валовой внутренний продукт на душу населения на 2003 составляет 6.394,10 реалов (данные: Бразильский институт географии и статистики).
- Индекс развития человеческого потенциала на 2000 составляет 0,778 (данные: Программа развития ООН).